# Luquinhas
Luquinhas (Ceilândia, Brasil, 28 de septiembre de 1996) es un futbolista brasileño que juega de centrocampista en el Fortaleza E. C. del Campeonato Brasileño de Serie A.

## Carrera
Nacido en Ceilândia, Luquinhas comenzó su carrera futbolística en el club local Atlético Ceilandense. En septiembre de 2014 se traslada a la U. D. Vilafranquense de Portugal, para posteriormente marcharse en condición de cedido al S. L. Benfica en junio de 2016. Debutó profesionalmente con el S. L. Benfica "B" el 11 de septiembre del mismo año, entrando como sustituto en la victoria por 2-1 contra el Académico de Viseu en LigaPro.
Después de jugar 15 partidos con el segundo equipo del Benfica, Luquinhas firmó un contrato de cuatro años con la entidad lisboeta el 28 de junio de 2017. Sin embargo, unos meses más tarde terminó uniéndose al Clube Desportivo das Aves por tres años, marchándose esa misma temporada cedido al Vilafranquense. El 4 de julio de 2019 se hizo su compra oficial por el Legia de Varsovia de la Ekstraklasa de Polonia por un millón de euros. Esta competición la ganó las dos temporadas completas que estuvo en Polonia, marchándose traspasado a mitad de la tercera al New York Red Bulls. Tras dos años en Estados Unidos, Luquinhas retornó a su país de origen en enero de 2024. Tras aparecer únicamente en nueve encuentros, durante el mercado de verano de la temporada 2024-25 se anunció su cesión hasta final de temporada al Legia de Varsovia, regresando a Polonia dos años más tarde de su salida.

## Palmarés

### Títulos nacionales
| Título          | Club              | País    | Año  |
| --------------- | ----------------- | ------- | ---- |
| Ekstraklasa     | Legia de Varsovia | Polonia | 2020 |
| Ekstraklasa     | Legia de Varsovia | Polonia | 2021 |
| Copa de Polonia | Legia de Varsovia | Polonia | 2025 |

### Distinciones individuales
| Distinción                             | Año  |
| -------------------------------------- | ---- |
| Mejor centrocampista de la Ekstraklasa | 2021 |